# 浜村米蔵
浜村 米蔵（はまむら よねぞう、戸籍上は旧字「濱村米藏」。1890年3月12日 - 1978年12月20日）は、歌舞伎・演劇評論家。
東京出身。生家は東京の寄席濱村亭。早稲田大学中退。歌舞伎座の狂言作者の榎本破笠に弟子入り。大正元年（1912年）から「大勢(たいせい)新聞」社会部長を務め、劇評を書いた。1916年帝劇文芸部主任。戦後は舞台芸術学院学長を務めた。

## 著書
- 『歌舞伎劇の見方』萩廼家社 1920
- 『簡易なる日本国劇史』新潮社 文芸入門叢書 1926
- 『歌舞伎教室』河童書房 1948
- 『歌舞伎』みすず書房 1956
- 『日本演劇略史』演劇出版社 1970

共著
- 『俳優通』川尻清潭共著 四六書院 通叢書 1930

## 論文
- >浜村米蔵